# 弗朗西丝·霍顿
弗朗西丝·霍顿（英語：Frances Houghton，1980年9月19日—），英国女子赛艇运动员。她曾代表英国参加2000年、2004年、2008年、2012年和2016年夏季奥林匹克运动会赛艇比赛，获得三枚银牌。